# Mesosemia rhodia
Mesosemia rhodia är en fjärilsart som beskrevs av Jean Baptiste Godart 1824. Mesosemia rhodia ingår i släktet Mesosemia och familjen Riodinidae. Inga underarter finns listade i Catalogue of Life.

## Bildgalleri

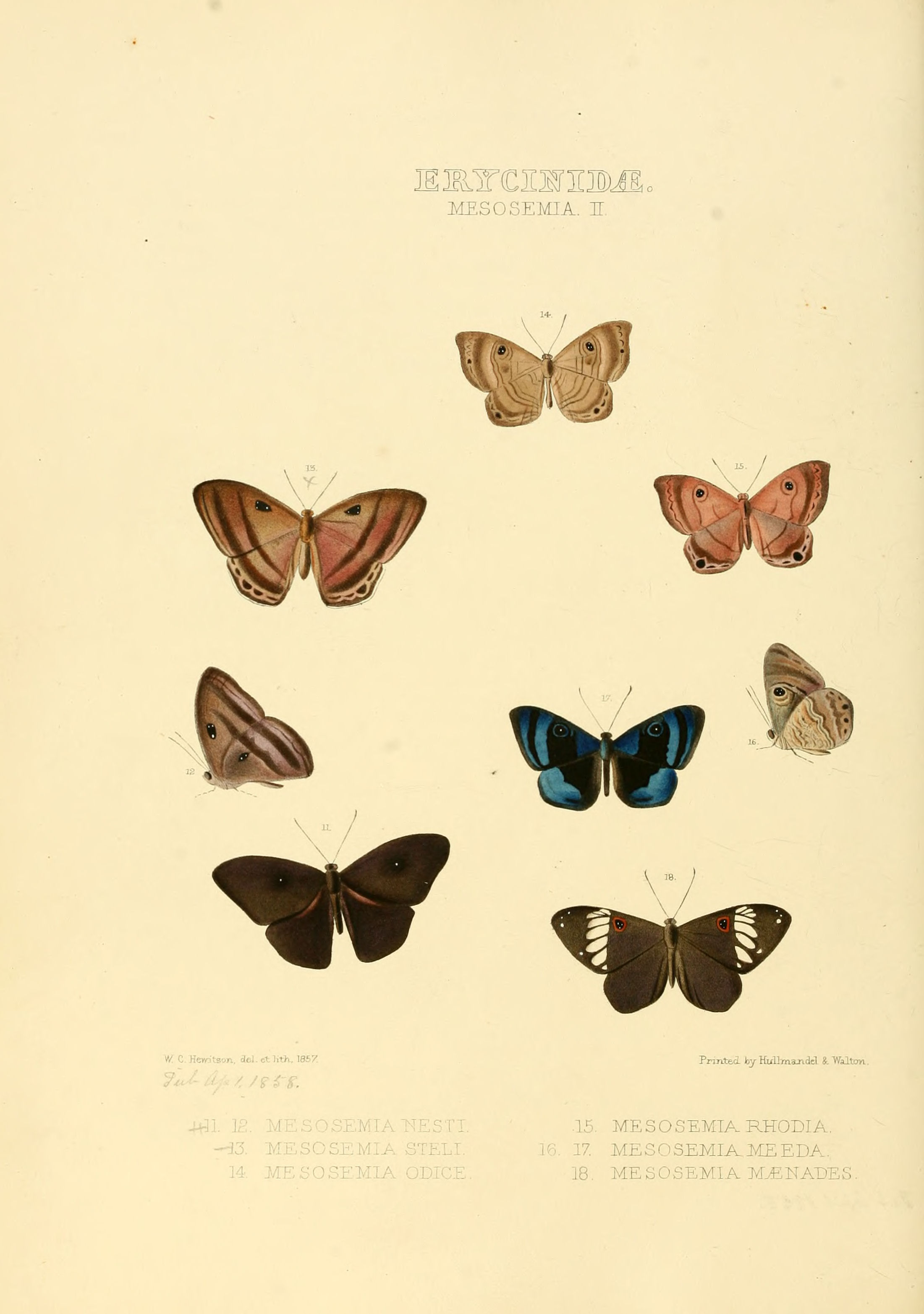